# Amorpha-4,11-dieno
Amorpha-4,11-dieno con fórmula química C15H24 es un precursor de artemisinin.